# Bolla (dermatologia)
Una bolla è una lesione cutanea elementare, rappresentata da un rilievo di varia forma e grandezza a contenuto sieroso o sieroematico, dovuta a scollamento (acantolisi) degli strati epidermici per cause fisiche o tossinfettive. Può essere di varie dimensioni, ma comunque con un diametro maggiore di 5 mm (altrimenti la lesione prende il nome di vescicola).

## Eziologia
Tra le più comuni cause che provocano la formazione di una bolla si menzionano:
- contatto con sostanze urticanti naturali (per esempio il veleno delle meduse);
- contatto con detergenti aggressivi (varechina, formaldeide, alcool denaturato ecc.);
- interazione con raggi UV o raggi X;
- esposizione al freddo;
- infezioni virali;
- patologie autoimmuni;
- ustioni.
- confricazione (sfregamento della cute con superfici rigide o semirigide come nel caso di calzature)